# Tarves
Tarves (pron.: /ˈtɑːrvɪs/; in gaelico scozzese: Tarbhais) è una località di circa 1 000 abitanti della Scozia nord-orientale, facente parte dell'area di consiglio dell'Aberdeenshire e dell'area committee di Formartine. Anticamente era un burgh.

## Geografia fisica
Tarves si trova non lontano dalla costa che si affaccia sul Mare del Nord, tra le località di Oldmeldrum ed Ellon (rispettivamente a nord-est della prima e ad ovest della seconda).
Il villaggio si trova ad un'altitudine di 274 piedi s.l.m.

## Storia
Intorno al VI secolo, fu probabilmente fondata una chiesa in loco dal monaco irlandese Murdebar.
Nel 1673, Tarves ricevette lo status di burgh.
Il villaggio conobbe la propria espansione nel corso del XIX secolo grazie ad un'opera urbanistica promossa dalla famiglia Gordon, che comprendeva anche la realizzazione di una piazza.

## Monumenti e luoghi d'interesse

### Architetture religiose
Principale edificio religioso di Tarves è la chiesa parrocchiale, costruita nel 1798 sulle rovine della preesistente chiesa medievale.
Nel perimetro della chiesa si trova la cosiddetta "tomba di Tolquhon" (Tolquhon Tomb), dove sono sepolti William Forbes, VII signore di Tolquhon e sua moglie, Elizabeth Gordon.

### Architetture militari

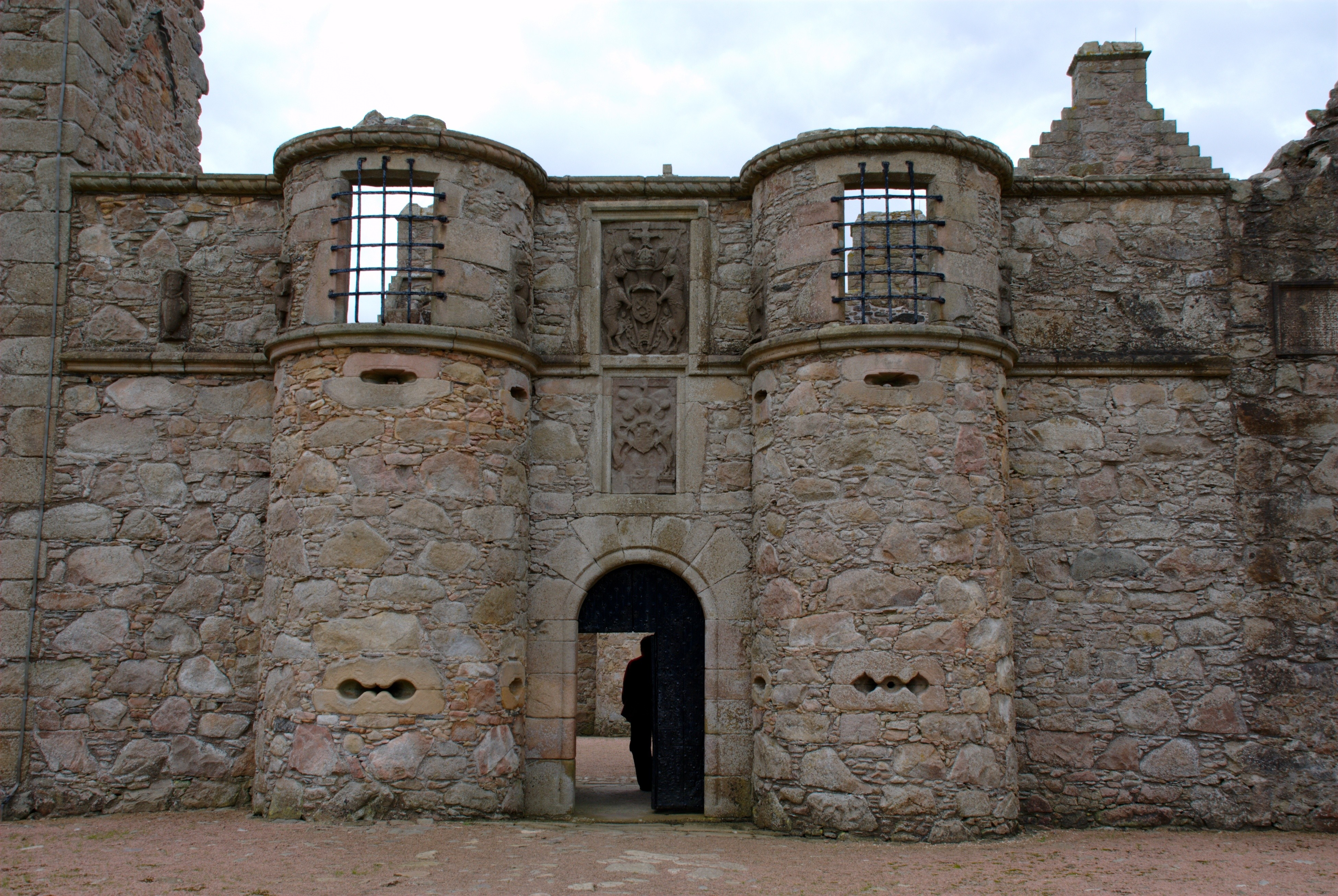
Le rovine del castello di Tolquhon, nei dintorni di Tarves

#### Castello di Tolquhon
Nei dintorni di Tarves, si trova il castello di Tolquhon (Tolquhon Castle), la cui forma attuale risale in gran parte agli anni ottanta de XVI secolo, ma le cui origini risalgono al XV secolo.

### Architetture civili

#### Haddo House

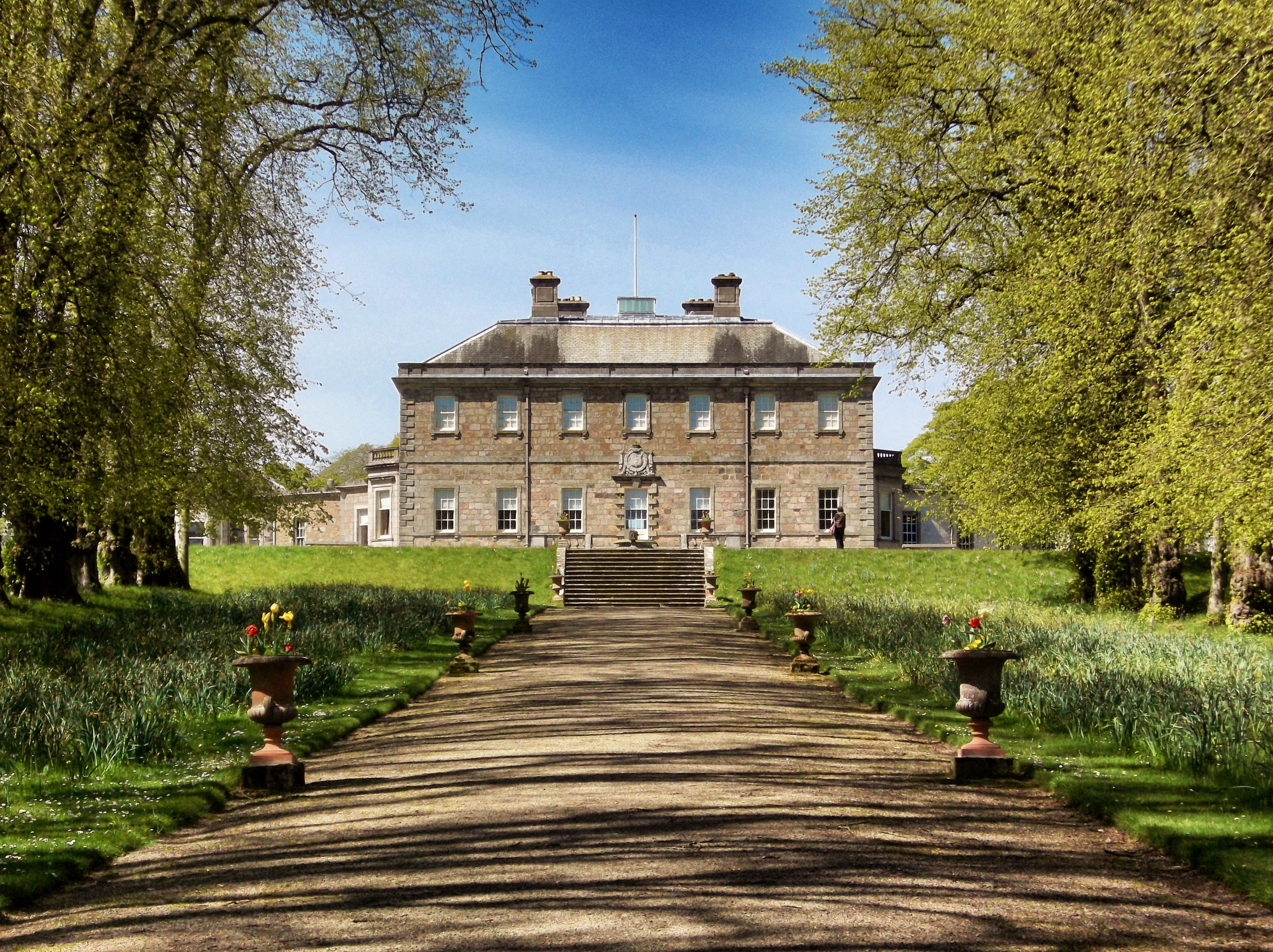
La Haddo House, residenza situata nei dintorni di Tarves

Altro edificio d'interesse di Tarves è la Haddo House, una residenza costruita tra il 1731 e il 1736 su progetto di William Adam.

## Società

### Evoluzione demografica
Nel 2016, la popolazione stimata di Tarves era pari a circa 1 070 abitanti, di cui 555 erano donne e 515 erano uomini.
La popolazione al di sotto dei 20 anni era pari a 258 unità (di cui 134 erano i bambini al di sotto dei 10 anni), mentre la popolazione dai 65 anni in su era pari a 193 unità.
La località ha conosciuto un lieve incremento demografico rispetto al 2011, quando la popolazione censita era pari a 980 abitanti dato che risultava però in calo rispetto a quello del 2001, quando la popolazione censita era pari a 1 020 unità.